# Vicente Guerrero, Huautla
Vicente Guerrero är en ort i Mexiko.   Den ligger i kommunen Huautla och delstaten Hidalgo, i den sydöstra delen av landet, 200 km norr om huvudstaden Mexico City. Vicente Guerrero ligger 484 meter över havet och antalet invånare är 283.
Terrängen runt Vicente Guerrero är huvudsakligen lite kuperad. Vicente Guerrero ligger uppe på en höjd. Runt Vicente Guerrero är det ganska tätbefolkat, med 65 invånare per kvadratkilometer. Närmaste större samhälle är Huejutla de Reyes, 16,0 km nordväst om Vicente Guerrero. Omgivningarna runt Vicente Guerrero är en mosaik av jordbruksmark och naturlig växtlighet.